# ビッキーチャンスI
ビッキーチャンスⅠは、1993年6月にSANKYOが発売した、CR機初のアレンジボール改良型として登場したパチンコ機のシリーズ名。
CRビッキーチャンスⅠの1機種がある。

## 概要
アレンジボールのパチンコ機タイプ。中央に配置されているチャッカーに入賞するとメインデジタルが回転し、1・5・7・9のいずれかの数字が3つ揃えば権利14ゲームの大当たりとなる。3が揃った場合は権利2ゲームの小当たりとなる。1ゲームあたり16個の玉で得点獲得を目指すゲーム性である。この得点は、1点獲得していくごとに16個の払い出しがある。1ゲームあたり最大10点まで獲得できるので、160個の出玉を得ることが可能となる。16個の玉を打ち出すと一旦ストップし、ゲームのリセットが行われる。
本機は、3段階で大当たりを抽選している。1段階目は1/6、2段階目は1/64、3段階目は4/5で抽選され、合算が大当たり確率の1/480となる。一度デジタルが揃った後は、2段階目の抽選がパスされるようになり、3段階目の1/5のハズレを引くまでこの状態は継続する。

## スペック
- CRビッキーチャンスⅠ
  - 大当たり確率 1/480
  - 大当たり出目 1・5・7・9の各ゾロ目
  - 大当たり権利数　14ゲーム
  - 小当たり出目 3のゾロ目
  - 小当たり権利数　2ゲーム

## 図柄
- 0
- 1
- 2
- 3
- 4
- 5
- 6
- 7
- 8
- 9
- A
- b
- C
- d
- E
- F
- H
- J
- L
- P
- U

## 演出
盤面下の数字ポケットは1〜16まで順番に配置されており、1・2・3・4のように4つ連続する数字のポケットへ全て入賞すると1点獲得となる。
12〜15ポケットは「JACK POT」となっており、「JACK POT」のポケット全てに入賞すると3点獲得できる。デジタルが揃った時にしか開放されない右側の電チュー入賞で、11・12・14・16それぞれのポケットへの入賞と同様の扱いとなり、同時に獲得する得点も2倍になる。電チュー下の入賞口で15ポケットが入賞扱いになり、13ポケットは右打ちするだけで入りやすいゲージ構成となっている。電チュー入賞後に11〜16までの全てのポケットに入賞できれば1ゲームごとの最大10点を獲得できる仕組みである。この11〜16のポケットは通常時に右打ちをしても入らない箇所がある。

## サウンドトラック
- 『パチンコ・ミュージック・フロム SANKYO FEVER WARS』 キングレコード、1998年8月21日。KICA-1217。
  - BGMが収録されている。